# Anton Rollett

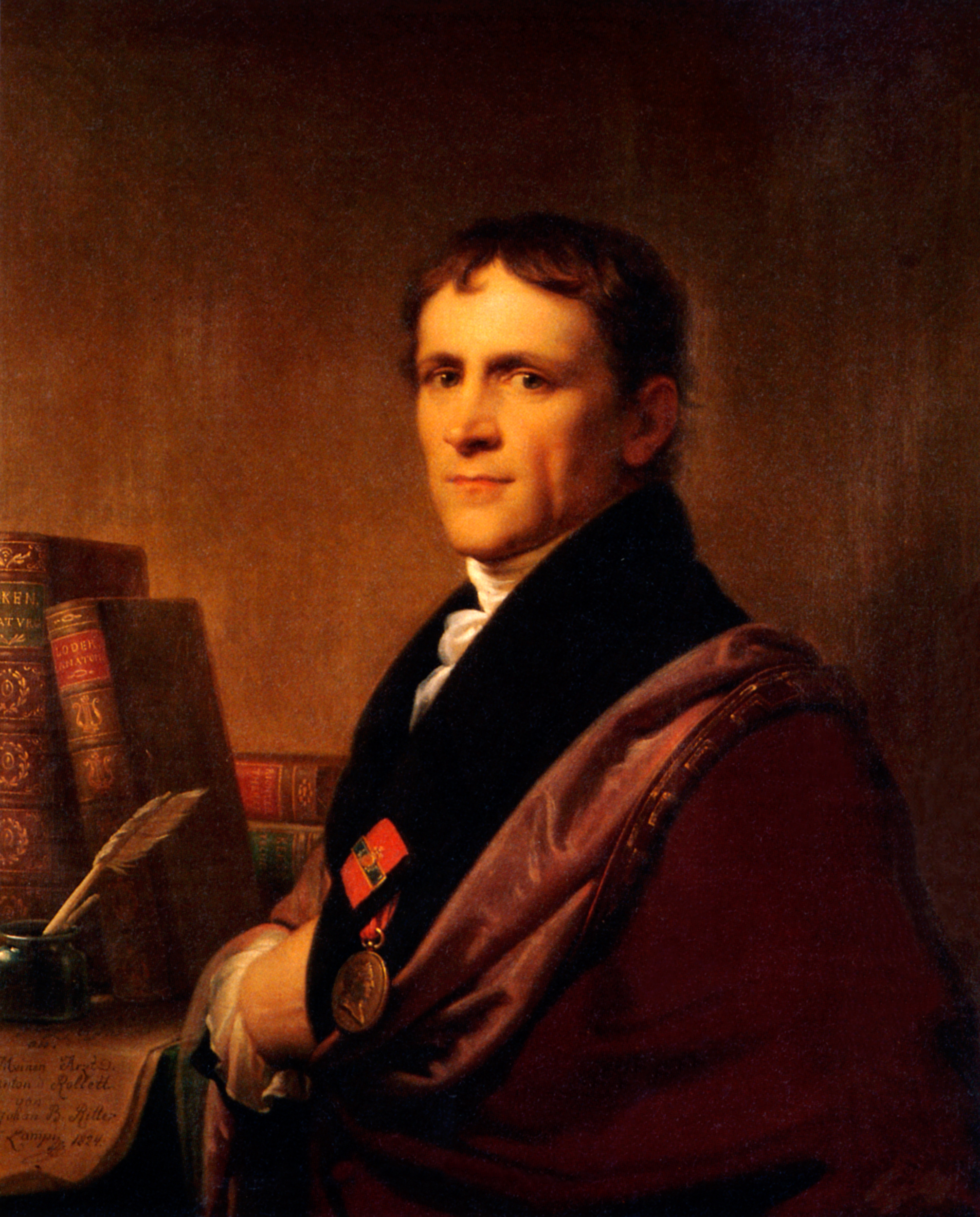
Anton Franz Rollett, 1824.

Georg Anton Rollett (auch: Anton Franz Rollett; * 2. August 1778 in Baden, Niederösterreich; † 19. März 1842 ebenda) war ein österreichischer Arzt, Naturforscher und Sammler.

## Leben
Rollett, der aus ärmlichen Verhältnissen stammte, ging als 13-Jähriger zu einem Chirurgen in die Lehre. Im Jahr 1795 bekam er die Möglichkeit, am Allgemeinen Krankenhaus in Wien zu studieren. In den folgenden Jahren konnte er Prüfungen für Chirurgie, Geburtshilfe und Tierarzneikunde ablegen. Ab 1799 praktizierte er in Piesting. Zwei Jahre später übersiedelte er aber nach Baden, wo er als Kurarzt bekannt wurde und auch vielfach unentgeltlich – etwa am Marienspital in Baden – für die Armen ordinierte. Als Landgerichtsarzt obduzierte er beispielsweise den Leichnam des Schauspielers Ferdinand Raimund nach dessen Selbstmord.
Er besaß eine umfangreiche Sammlung, die 1867 durch Schenkung Eigentum der Stadt Baden  wurde und dort den Grundstock des Rollettmuseum bildet. Die Sammlung enthält unter anderem ein Herbarium (mehr als 14.000 Pflanzenarten), weiter archäologische, ethnographische, technologische, mineralogische, botanische und zoologische Objekte. Im Jahr 1825 schenkte ihm der Arzt Franz Joseph Gall seine sämtlichen Werke sowie die in Wien zurückgelassene phrenologische Schädel- und Büstensammlung.
Anton Rollett war der Vater des Dichters Hermann Rollett und der Großvater des Mediziners Alexander Rollett.

## Schriften
- Kleine Flora und Fauna von Baden, 1805.
- Schematismus der landesfürstlichen Stadt Baden in Niederösterreich, 1805.